# Нерике, Александр Карлович
Александр Карлович фон Нерике (6 апреля 1876, Великий Новгород — 27 мая 1934, Нью-Йорк) — русский военный деятель, генерал-майор, участник Первой мировой и Гражданской войн. Командир Каспийского 148-го пехотного полка. Участник белого движения на юге России. Брат Константина Карловича Нерике.

## Биография
Александр Карлович фон Нерике родился 6 апреля 1876 года в Великом Новгороде в дворянской семье бывшего датского подданного барона Карла фон Нерике, участника обороны Севастополя и его жены Елизаветы Фёдоровны фон Нерике. Был старшим ребёнком в семье. Кроме Александра Карловича в семье было еще пятеро детей — двое сыновей и три дочери.
Окончил Александровский кадетский корпус, затем в 1895 году 1-е Павловское училище, откуда выпущен в чине подпоручика. Службу начал в 145-м пехотном Новочеркасском полку. Затем проходил службу в Лейб-гвардии Павловском полку. С 12 августа 1899 года в чине поручика.
В 1903 году окончил Николаевскую академию генерального штаба по 1-му разряду, после чего произведён в штабс-капитаны, затем в капитаны генерального штаба (23 мая 1903 года).
С 30 октября 1903 года по 21 сентября 1904 года — командир роты в Лейб-гвардии Павловском полку, затем с 22 декабря 1904 года по 24 мая 1905 года — адъютант штаба 1-й гвардейской пехотной дивизии. С мая по сентябрь 1905 года — обер-офицер для особых поручений при штабе гвардейского корпуса.
С 17 сентября 1905 года по 30 марта 1905 года — старший адъютант гвардейского корпуса. С 30 марта 1908 года по 6 декабря 1909 года — штаб-офицер для особых поручений при штабе 1-го армейского корпуса. С 6 декабря 1909 года — подполковник. С 6 декабря 1909 года по 6 января 1913 года — помощник делопроизводителя Главного управления генерального штаба. С 6 декабря 1911 года — полковник.
С 6 января 1913 года по 25 июля 1914 года — делопроизводитель Главного управления генерального штаба.
С 1914 года — участник Первой мировой войны. С 25 июля 1914 года по 10 сентября 1915 гоад — штаб-офицер для делопроизводства и поручений управления дежурного генерала при Верховном главнокомандующем. С 1 октября 1915 года — командир Каспийского 148-го пехотного полка. С 22 сентября 1916 года — генерал-майор, с 14 декабря 1916 года состоял в резерве чинов при штабе Петроградского военного округа. С 9 февраля 1917 года — начальник этапно-хозяйственного отдела штаба 7-й армии.
После Февральской революции — в армии Украинской державы, проживал в городе Одессе. Затем участник белого движения на юге России, находился в резерве чинов войск Киевской области, после — в резерве чинов войск Новороссийской области. На 25 марта 1920 года проживал в городе Севастополе. По некоторым сведениям в ходе службы в составе ВСЮР присвоен чин генерал-лейтенанта.
В 1921 году эмигрировал в Болгарию, затем во Францию, где проживал в Париже. С 1925 года в эмиграции в США.
Скончался 27 мая 1934 года в Нью-Йорке. Похоронен на кладбище Маунт Оливет в Нью-Йорке.

## Семья
- Отец — Карл фон Нерике — барон, бывший датский подданный, участник обороны Севастополя.
- Мать — Елизавета Фёдоровна фон Нерике (?-1885)
  - Брат — Константин Карлович фон Нерике (1980—1951) — русский военный морской офицер, капитан 1-го ранга, участник Русско-японской, Первой мировой и Гражданской войн[1].
  - Брат — Владимир Карлович фон Нерике (1877-?)
  - Сестра — Ольга Карловна фон Нерике (1879-?)
  - Сестра — Елена Карловна фон Нерике (1881-?)
  - Сестра — Вера Карловна фон Нерике (?-1883)
    - Внук — Сергей Бубнов

## Награды
- Орден Святой Анны II степени (1915)[2][3]
- Орден Святой Анны III степени (1909)
- Орден Святого Станислава III степени (1906)
- Орден Святого Станислава II степени (1913)
- Орден Святого Владимира IV степени (1915)[4]
- Орден Святого Владимира III степени с мечами (1916)[5]